# Danijel Miškić
Danijel Miškić (* 11. Oktober 1993 in Novo mesto, Slowenien) ist ein kroatischer Fußballspieler.

## Karriere

### Verein
Miškić begann seine Karriere beim NK Croatia Sesvete. Zur Saison 2005/06 wechselte er in die Jugend von Dinamo Zagreb. Zur Saison 2011/12 wurde er an den Zweitligisten NK Sesvete verliehen. Während der zweijährigen Leihe kam er zu 39 Einsätzen in der 2. HNL für Sesvete. Zur Saison 2013/14 kehrte er nicht zu Dinamo zurück, sondern schloss sich dem Ligakonkurrenten Lokomotiva Zagreb an. Für Lokomotiva debütierte er im Juli 2013 gegen den NK Osijek in der 1. HNL. Dies blieb allerdings sein einziger Einsatz für Lok.
Im Januar 2014 wechselte er nach Slowenien zum NK Celje. In seinem ersten Halbjahr in Slowenien kam der Mittelfeldspieler zu zwölf Einsätzen in der 1. SNL. In der Saison 2014/15 absolvierte er 30 Partien für Celje, in denen er sieben Tore erzielte. In der Spielzeit 2015/16 spielte er 24 Mal in der höchsten slowenischen Spielklasse. Nach zwei Einsätzen zu Beginn der Saison 2016/17 wechselte er im Juli 2016 zum Ligakonkurrenten NK Olimpija Ljubljana. Bis zum Ende der Spielzeit absolvierte er 24 Partien für den Hauptstadtklub. In der Saison 2017/18 kam Miškić zu 20 Einsätzen, mit Olimpija wurde er in jener Spielzeit Meister.
Nach einem weiteren Einsatz zu Beginn der Saison 2018/19 wechselte er im August 2018 nach Russland zum FK Orenburg. In seiner ersten Saison in Russland kam er zu 27 Einsätzen für Orenburg in der Premjer-Liga. In der Saison 2019/20 kam er 22 Mal zum Einsatz, mit Orenburg stieg er zu Saisonende allerdings aus der Premjer-Liga ab. Daraufhin schloss er sich im August 2020 dem Erstligisten Ural Jekaterinburg an. In Jekaterinburg kam er in der Saison 2020/21 zu 26 Einsätzen in der Premjer-Liga.

### Nationalmannschaft
Der gebürtige Slowene Miškić spielte zwischen 2008 und 2012 insgesamt 33 Mal für kroatische Jugendnationalauswahlen. Mit der U-19-Auswahl nahm er 2012 an der EM teil. Während des Turniers kam er in allen drei Partien der Kroatien zum Einsatz, die als Dritter der Gruppe B in der Vorrunde ausschieden. Dennoch qualifizierte sich das Land durch den dritten Gruppenrang für die U-20-WM im folgenden Jahr. Für diese wurde Miškić auch in den Kader der U-20-Mannschaft berufen, mit der er das Achtelfinale erreichte. Während der WM kam er zweimal zum Einsatz.